# Prosoplus beccarii
Prosoplus beccarii là một loài bọ cánh cứng trong họ Cerambycidae.